# Wełyka Rostiwka
Wełyka Rostiwka (ukr. Велика Ростівка) – wieś na Ukrainie, w obwodzie winnickim, w rejonie winnickim. W 2001 liczyła 709 mieszkańców.